# 정재윤 (배우)
정재윤(1986년 5월 3일 ~ )은 대한민국의 배우이다.

## 학력
- 단국대학교 공연영화학부 학사

## 출연작

### 영화
- 《아워 미드나잇》 (2021년) - 재윤 역
- 《배심원들》 (2019년) - 법원직원 역
- 《폭력의 씨앗》 (2017년) - 필립 역
- 《특별시민》 (2017년) - 시청직원 4 역
- 《지옥도》 (2016년) - 남자 역
- 《메이드 인 차이나》 (2015년) - 밀항자 2 역

### 드라마
- 《응답하라 1988》 (2015년, tvN)